# Paulo Bessa
Paulo Sérgio Sousa Bessa (sinh ngày 16 tháng 5 năm 1996) là một cầu thủ bóng đá người Bồ Đào Nha thi đấu cho Penafiel.

## Sự nghiệp câu lạc bộ
Anh ra mắt chuyên nghiệp tại Giải bóng đá hạng nhất quốc gia Bồ Đào Nha cho Penafiel vào ngày 14 tháng 5 năm 2016 trong trận đấu trước Famalicão.